# Калязинська радіоастрономічна обсерваторія
Калязинська радіоастрономічна обсерваторія (скорочено КРАО ; раніше мала назву Центр дальнього космічного зв'язку Особого Конструкторського Бюро МЭИ «Калязин», скорочено ЦДКС ОКБ МЭИ «Калязин» і «Калязинський пункт космічного зв'язку», скорочено КПКС) — російська радіоастрономічна обсерваторія, підрозділ Особого конструкторського бюро Московського енергетичного інституту. Введена в дію у 1992 році. Розташовується поблизу міста Калязин Тверської області за 200 км на північ від Москви.
Основним інструментом є радіотелескоп ТНА-1500, створений ОКБ МЕІ. Зараз виробник називається Дослідний завод МЕІ. З 2001 року до 2015 року ТНА-1500 перебувала в оренді АКЦ ФІАН в ОКБ МЕІ. З 2016 року бере участь у проєкті ESA та Роскосмос ExoMars. В обсерваторії постійно працює 17 осіб.

## Історія обсерваторії

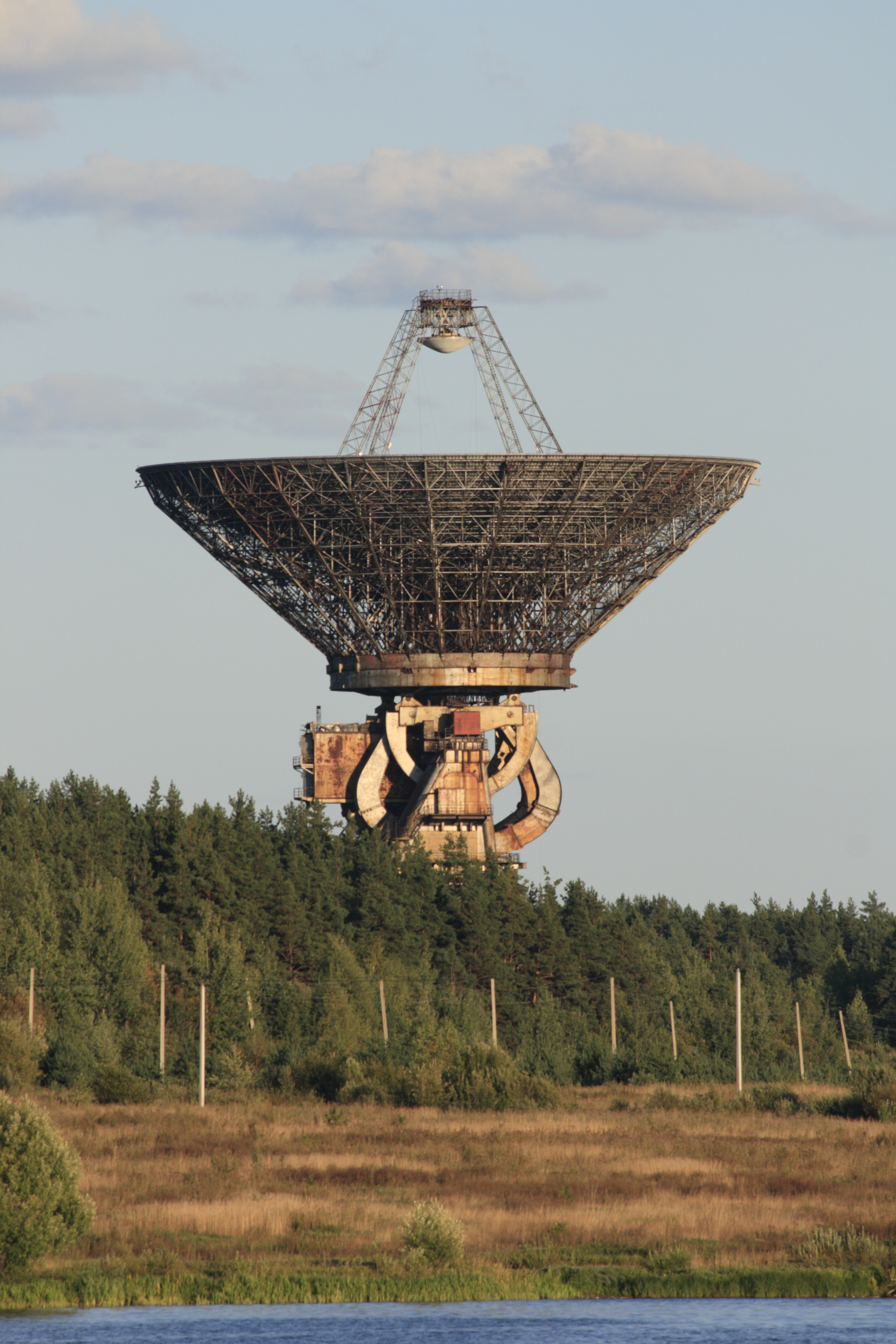
Радіотелескоп ТНА-1500 Калязинської радіоастрономічної обсерваторії

Початок будівництва влітку 1974 року.
Об'єкт введений у дію у 1992 році.
У 2010 році в обсерваторії сталася пожежа, внаслідок якої постраждало дороге обладнання та головна антена. Реконструкція та відновлення у рамках Федеральної космічної програми тривали 2 роки. У ході робіт проведено заміну системи енергопостачання, реконструйовано надзеркальну кабіну, в якій розміщено комплекс приймально-передавального обладнання. Проведено заміну дзеркала малого діаметра та покращено форму поверхні головного дзеркала. Все це підвищило чутливість радіотелескопа і зробило доступним вищий частотний діапазон спостережень космічних радіоджерел.

## Керівники обсерваторії
- Відділ пульсарної астрометрії ПРАВ: Калязинська радіоастрономічна лабораторія. Зав. лабораторією: Орєшко В. В.[4]

## Інструменти обсерваторії
- Радіотелескоп ТНА-1500 або РТ-64: D = 64 м, F/0,37, повноповоротний параболічний рефлектор, мінімальна робоча довжина хвилі = 1 см, загальна маса = 3800 т, маса дзеркала = 800 т, вторинне дзеркало D = 6 м.
- Частина небесної сфери, що спостерігається: A = ± 270°, H = 0—90°.
- Клас спостережень: B.
- Виділені смуги частот для спостережень, ГГц: 0,608—0,614, 1,660—1,670, 4,8—4,990, 4,990—5,0, 22,21—22,50.
- Шумова температура радіотелескопа, К: 80, 22, 22, 22, 65.

## Напрями досліджень
- Спектральна радіоастрономія
- Фізика пульсарів та пульсарна астрометрія
- Дослідження галактичних та позагалактичних об'єктів
- Радіоінтерферометрія з наддовгими базами (РСДБ)
- Пошук космічного сміття
- Прийняття інформації з КА із далекого космосу

## Основні досягнення
- Цикл радіоастрономічних спостережень за програмою «Радіоастрон».
- Перші спостереження пульсарів з астрометричною прив'язкою до квазарної системи координат з базою 7000 км.
- Участь у міжнародному проєкті з вивчення Марса ExoMars.

## Адреса обсерваторії
- 171573, буд. Толстоухово Калязинського району Тверської області, КРАО АКЦ ФІАН.

## Цікаві факти
- Це другий подібний інструмент. Перший був побудований в 1969 році в «Ведмежих озерах», у 15 кілометрах на схід від Москви.
- Оснащення радіотелескопа дозволяє приймати одночасно інформацію з кількох КА[5] у далекому космосі.